# Tuanjiehuparken
Tuanjiehuparken eller Tuanjie Hu Gongyuan (kinesiska: 团结湖公园) är en park i Peking i Kina. Tuanjiehuparken ligger utanför östra Tredje ringvägen i Chaoyangdistriktet.
Tuanjiehuparken ligger 42 meter över havet. Terrängen runt Tuanjiehuparken är mycket platt, och sluttar österut. Tuanjiehuparken är det tätbefolkat, med 790 invånare per kvadratkilometer. Runt Tuanjiehuparken är det i huvudsak tätbebyggt.
Inlandsklimat råder i trakten. Årsmedeltemperaturen i trakten är 15 °C. Den varmaste månaden är juli, då medeltemperaturen är 29 °C, och den kallaste är december, med −2 °C. Genomsnittlig årsnederbörd är 711 millimeter. Den regnigaste månaden är juli, med i genomsnitt 222 mm nederbörd, och den torraste är januari, med 2 mm nederbörd.
| Pekings tunnelbana |          |                   |
|                    | Linje 6  | Hujialou (呼家楼) |
|                    | Linje 10 | Hujialou (呼家楼) |

## Galleri

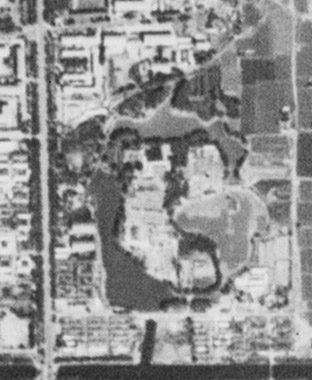
Satellitbild över Tuanjiehuparken
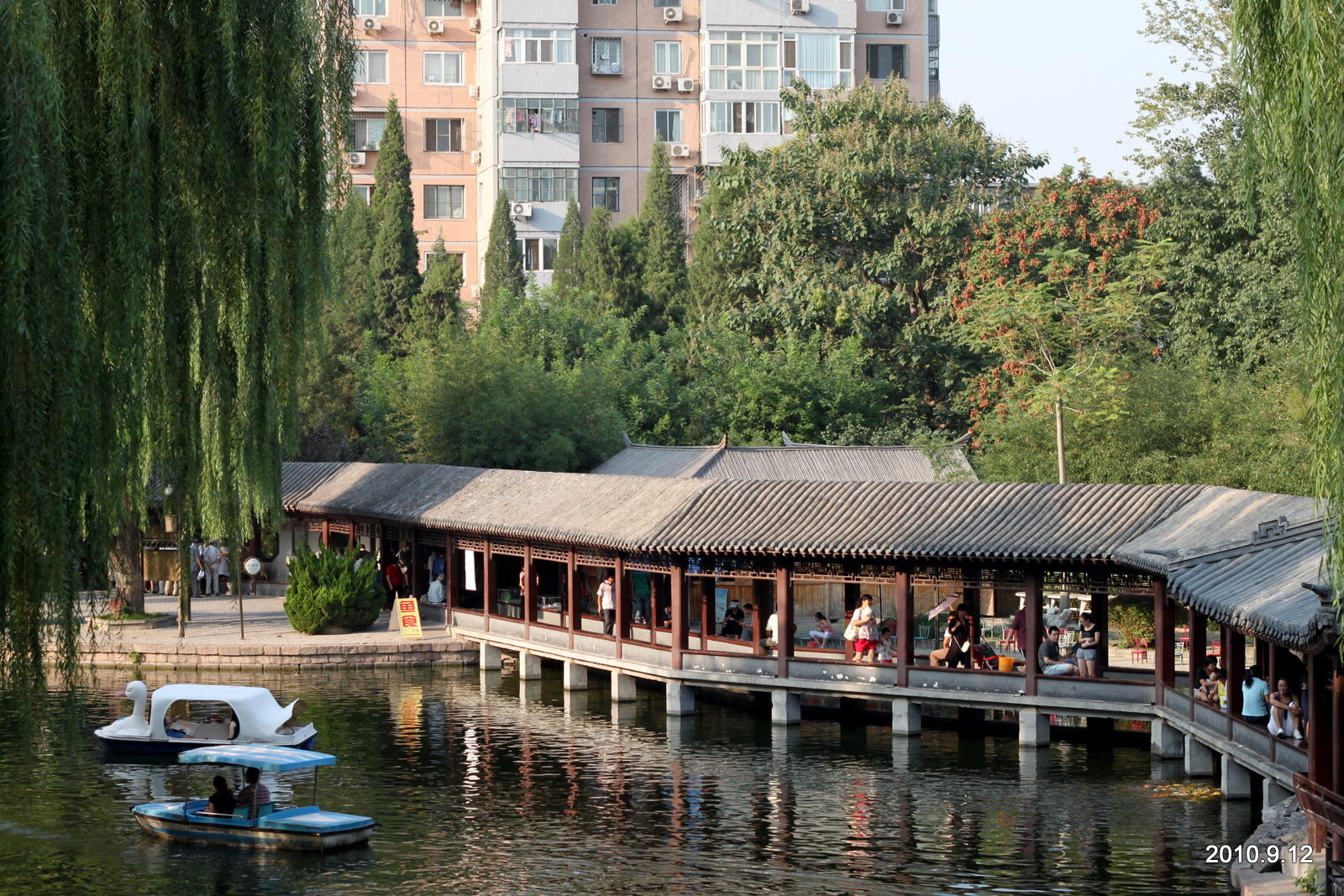
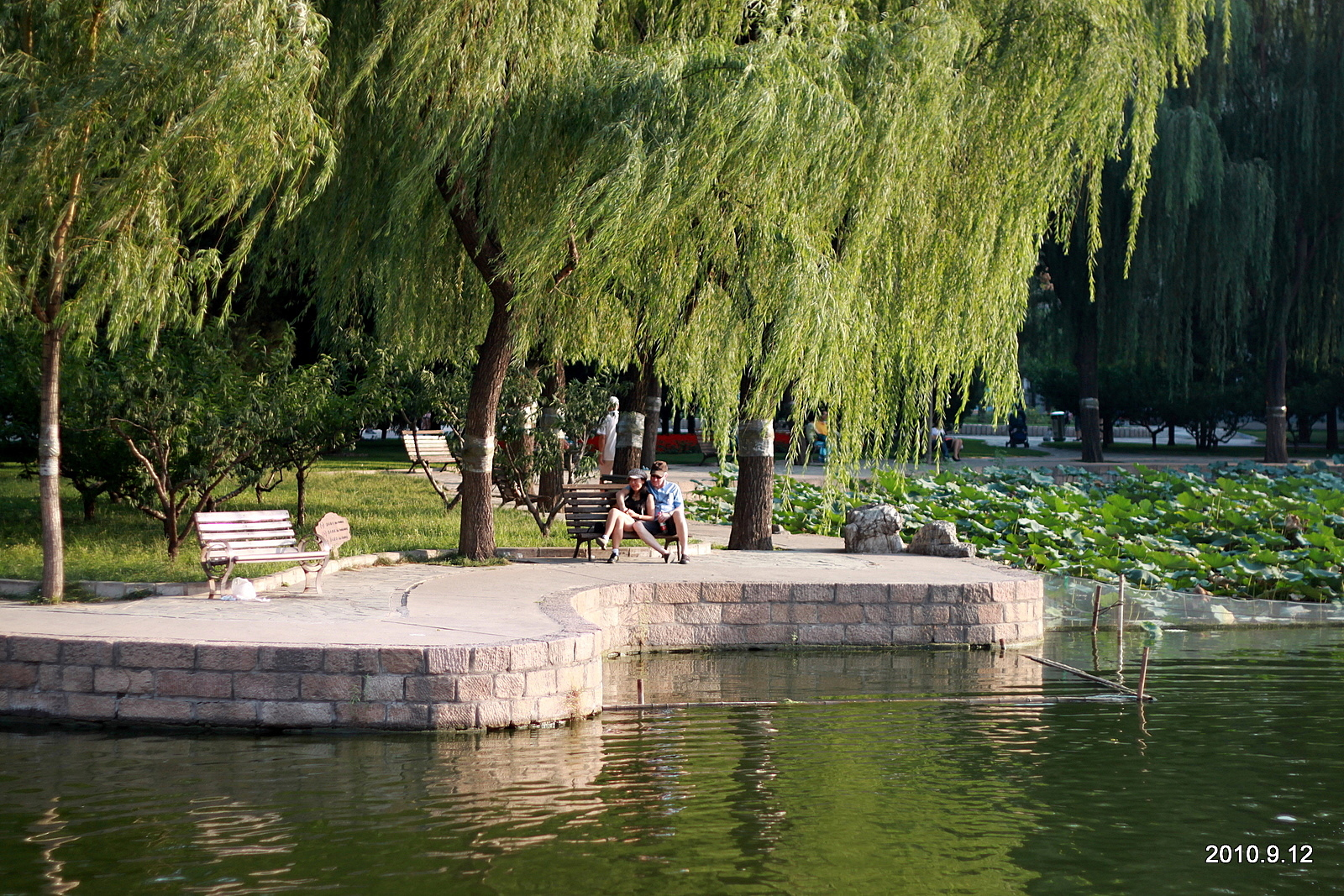
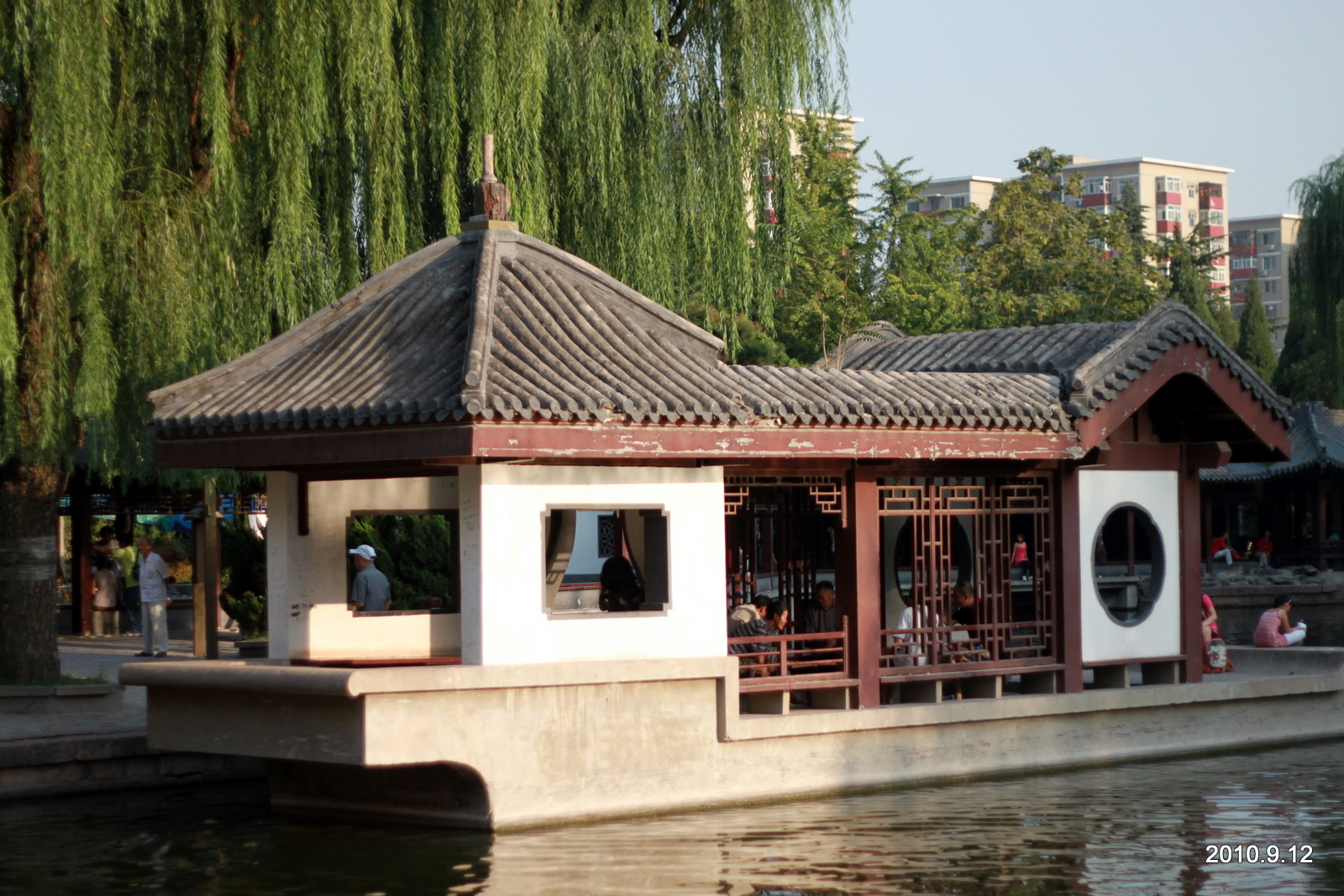